# 欧希莱米讷
欧希莱米讷（法語：Auchy-les-Mines，法語發音：[oʃi le min]）是法国上法兰西大区加来海峡省的一个市镇，位于该省东北部，属于贝蒂讷区。

## 地理
欧希莱米讷（50°30'45"N, 2°47'2"E）面积5.1 平方千米，位于法国上法蘭西大區加来海峡省，该省份为法国北部沿海省份，西北濒北海，南至索姆省，东临北部省。
与欧希莱米讷接壤的市镇（或旧市镇、城区）包括：维奥莱讷、韦尔梅勒、艾讷。

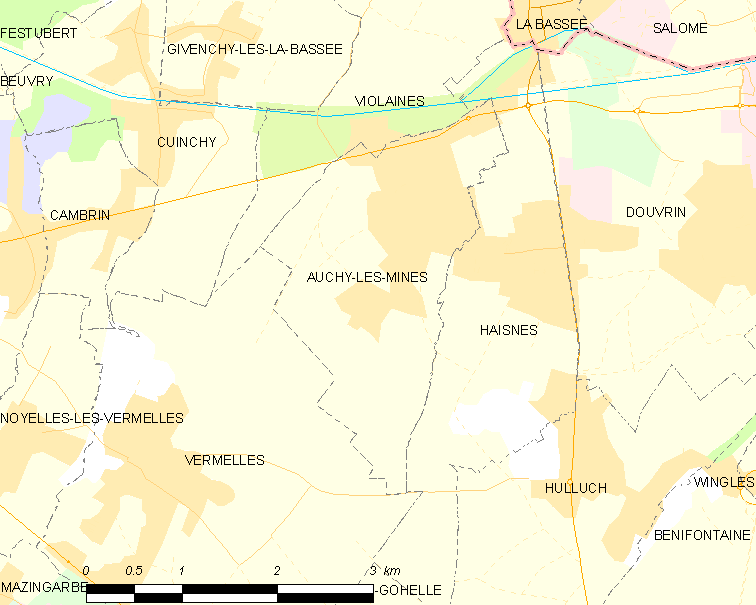
欧希莱米讷的OSM定位图

欧希莱米讷的时区为UTC+01:00、UTC+02:00（夏令时）。

## 行政
欧希莱米讷的邮政编码为62138，INSEE市镇编码为62051。

## 政治
欧希莱米讷所属的省级选区为杜夫兰县。

## 人口

1962-2008年间欧希莱米讷人口变化图示

欧希莱米讷于2022年1月1日时的人口数量为4642人。